# Bagjasari
Bagjasari is een bestuurslaag in het regentschap Majalengka van de provincie West-Java, Indonesië. Bagjasari telt 3124 inwoners (volkstelling 2010).